# Pequiá-marfim
O pequiá-marfim (nome científico: Aspidosperma desmanthum) é uma espécie de árvore pertencente à família Apocynaceae. É endêmica da América tropical.
Também é conhecida pelos nomes de araracanga,  araraíba, araraúba, araraúba-da-terra-firme, jacamim, paratudo-branco, pau-de-arara, pequiá, piquiá-marfim, pequiá-verdadeiro, peroba, pequiá-marfim-do-roxo, piquiá-marfim e piquiá-marfim-do-roxo.